# علامت مساوی

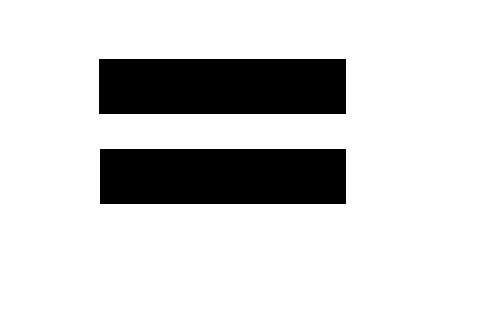
علامت مساوی به معنای برابر بودن دو چیز

علامت مساوی یا نماد برابری (=) یکی از نمادهای ریاضی است که برای نمایش برابری به کار می‌رود. از این نماد بین دو کمیت که مقدار یکسانی داشته باشند، مثلاً در معادله‌ها، استفاده می‌شود. کد اَسکی 3D (یا 061 در مبنای ده) به این علامت اختصاصی دارد.
در برخی از زبان‌های برنامه‌نویسی، مانند فورترن، از این علامت به عنوان عملگر تخصیص مقدار و در برخی دیگر همچون الگول، از آن برای مقایسه (به عنوان عملگر رابطه‌ای) استفاده می‌شود.

## علامت‌های مشابه

### تقریباً مساوی
برای نمایش «تقریباً مساوی» معمولاً از یک علامت مشابه اما دارای نقطه یا اعوجاج استفاده می‌شود.
- ≈ (U+2248)
- ≃ (U+2243), ترکیبی از ≈ و = که برای برابری مجانبی نیز به کار می‌رود
- ≅ (U+2245)، ترکیب دیگری از ≈ و =، که گاهی برای نمایش یک‌ریختی یا هم‌نهشتی نیز به کار می‌رود.
- ≊ (U+224A), ترکیبی از "≈" و "=", برای نمایش تقریب یا تساوی کاربرد دارد.
- ∽ (U+223D)، که برای نمایش تناسب، رابطه هم‌ارزی، یا متغیر تصادفی دارای یک توزیع احتمال خاص نیز کاربرد دارد.
- ≐ (U+2250)، که برای نمایش نزدیک‌شدنحد یک متغیر به یک مقدار نیز به کار می‌رود.
- ≒ (U+2252)، که در ژاپنی، تایوانی و کره‌ای رایج است.
- ≓ (U+2253)

### نابرابری
برای نمایش نابرابری از یک خط مورب روی علامت مساوی استفاده می‌شود. "≠" (U+2260). این علامت در لاتک با \neq نوشته می‌شود.

### اتحاد
سه خط موازی روی هم ("≡" (U+2261)) معمولاً برای نمایش اتحاد ریاضی به کار می‌رود که معادل علامت‌های "≝" یا ":=" است. از علامت "≘" می‌توان برای نمایش همخوانی دو مقدار استفاده کرد.

### یک‌ریختی
نماد ≅ غالباً برای نمایش یک‌ریختی یا همنهشتی هندسی استفاده می‌شود.

### جبر
در جبر اگر و تنها اگر و هم‌ارزی منطقی را می‌توان با علامت‌های مختلفی از جمله =، ~، و ⇔ نمایش داد.

### علامت‌های مشابه دیگر در یونی‌کد
برخی از علامت‌های مشابه علامت مساوی که در یونی‌کد تعریف‌شده‌اند عبارتند از:
- ≌ (U+224C ≌ all equal to)
- ≔ (U+2254 ≔ colon equals)
- ≕ (U+2255 ≕ equals colon)
- ≖ (U+2256 ≖ ring in equal to)
- ≗ (U+2257 ≗ ring equal to)
- ≙  (U+2259 ≙ estimates)
- ≚  (U+225A ≚ equiangular to)
- ≛  (U+225B ≛ star equals)
- ≜  (U+225C ≜ delta equal to)
- ≞ (U+225E ≞ measured by)
- علامت سؤال (U+225F ≟ questioned equal to).